# Siamspinops

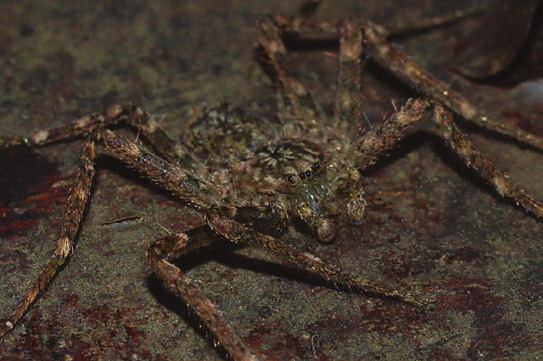

Siamspinops là một chi nhện trong họ Selenopidae.

## Các loài
- Siamspinops aculeatus (Simon, 1901)
- Siamspinops allospinosus Dankittipakul & Corronca, 2009
- Siamspinops spinescens Dankittipakul & Corronca, 2009
- Siamspinops spinosissimus Dankittipakul & Corronca, 2009
- Siamspinops spinosus Dankittipakul & Corronca, 2009